# The Cheetah Girls: One World (banda sonora)
The Cheetah Girls: One World es el tercer álbum de banda sonora del grupo de chicas estadounidense The Cheetah Girls, de la Película Original de Disney Channel del mismo nombre. Fue lanzado el 19 de agosto de 2008 por Walt Disney Records. Este CD también utiliza la función CDVU+.
Las canciones de la banda sonora son una mezcla variada de pop, hip hop y R&B con fuertes influencias de Bollywood y bhangra. El álbum alcanzó el número trece en la lista estadounidense Billboard 200.
El álbum salió a la venta en el Reino Unido el 8 de diciembre de 2008.

## Antecedentes
Según las Cheetah Girls algunas de las canciones para esta película se hicieron desde la música que se eliminó en la producción de su segundo álbum de estudio, TCG. Adrienne Bailon dijo en una entrevista que todo el grupo va a interpretar una canción en solitario en la película. The Cheetah Girls presentaron tres canciones de la película en la ceremonia de clausura en los Disney Channel Games 2008. El álbum debutó en el puesto #13 en Billboard 200 vendiendo 34.000 copias en su primera semana.
El 16 de septiembre de 2008 se lanzó una versión karaoke de la banda sonora.

## Lista de canciones
| N.º   | Título | Producer(s)     | Duración |  |
| 1.    | «Cheetah Love» (Interpretada por The Cheetah Girls)                                                                     | Niclas Molinder | 3:14     |  |
| 2.    | «Dig a Little Deeper» (Interpretada por The Cheetah Girls)                                                              | Tim James       | 2:31     |  |
| 3.    | «Dance Me If You Can» (Interpretada por The Cheetah Girls con Deepti Daryanani)                                         | Matthew Gerrard | 3:32     |  |
| 4.    | «Fly Away» (Interpretada por The Cheetah Girls)                                                                         | Jamie Houston   | 3:30     |  |
| 5.    | «Stand Up» (Interpretada por Adrienne Bailon)                                                                           | Matthew Gerrard | 3:10     |  |
| 6.    | «What If» (Interpretada por Adrienne Bailon acreditada como "Chanel")                                                   | Gerrard         | 3:30     |  |
| 7.    | «I'm the One» (Interpretada por The Cheetah Girls con Michael Steger, Rupak Ginn, & Kunal Sharma)                       | DioGuardi       | 2:58     |  |
| 8.    | «No Place Like Us» (Interpretada por The Cheetah Girls)                                                                 | Anders          | 3:25     |  |
| 9.    | «One World» (Interpretada por The Cheetah Girls con Deepti Daryanani, & Rupak Ginn)                                     | Gerrard         | 3:43     |  |
| 10.   | «Feels Like Love» (Interpretada por The Cheetah Girls con Michael Steger, Rupak Ginn, Kunal Sharma, & Deepti Daryanani) | Andy Dodd       | 3:46     |  |
| 11.   | «Crazy on the Dance Floor» (Interpretada por Sabrina Bryan)                                                             | Sabrina Bryan   | 3:33     |  |
| 12.   | «Circle Game» (Interpretada por Kiely Williams)                                                                         | Armato          | 3:51     |  |
| 42:23 | |                 |          |  |

## Charts

### Weekly charts
| Chart (2008–09)                              | Peak position |
| -------------------------------------------- | ------------- |
| Italia (FIMI)                                | 95            |
| México (Top 100 Mexico)                      | 81            |
| Reino Unido (OCC)                            | 128           |
| Estados Unidos (Billboard 200)               | 13            |
| Estados Unidos Soundtrack Albums (Billboard) | 3             |